# Attagenus maritimus
Attagenus maritimus es una especie de coleóptero de la familia Dermestidae.

## Distribución geográfica
Habita en la península ibérica (España), Cerdeña, Sicilia, Argelia y Túnez.